# Donaldo González
Donaldo González Barañano (Santiago de Veraguas, 27 novembre 1971) è un ex calciatore panamense, di ruolo portiere.

## Carriera

### Club
Ha giocato nel campionato panamense e honduregno.

### Nazionale
Ha collezionato 25 presenze con la maglia della Nazionale.